# Bankos
Bankos (1978–) budapesti MC, rapper.

## Diszkográfia

### Szólólemezek
- 2003 – Rapmotel
- 2005 – (Közreműködik: Norba) MLKK-Minden Lében Két Kanál
- 2006 – B-Oldal
- 2008 – ABC EP
- 2010 - A Bankos Mappa
- 2015 - Bankos Mappa 2

### Videók
- 2008 – ABC. YouTube
- 2009 – Te Vagy. YouTube
- 2010 – Durva

### Díjak
- 2008 – 5Pálcás Video (Az év klipje), Bankos-ABC[forrás?]

„...nemhogy az elmúlt év, vagyis 2008 legjobb rapvideójával van dolgunk, de alighanem a legjobb magyar rapvideóval.” /Céllövölde

### Közreműködések
(Album szerint)
- Dj Kool Kasko - The Draft, Mixtape
- Dj Kool Kasko - Optimus Krime, Mixtape
- Dj Kool Kasko - Spinfire 2., Mixtape
- Dj Kool Kasko - Off The Tracks, Mixtape
- Dj Kool Kasko - Suparep, Mixtape
- Vanis&Crain - Mekvart Szleng
- Norba - Amíg A Város Alszik
- NKS - 5*
- s10 - Pocket Rocket 1., Válogatás
- s10 - Pocket Rocket - Lost Demos, Válogatás
- Takeshi - 82828
- Microfon Party, Mixtape
- Faktor Labor - Faktor Labor
- Faktor - Amire Mi Táncolunk
- East Side Unia 1-3., Válogatás
- Dj Iq - M Pro 2. Mixtape
- Interfunk - Egy Átlagos Külvárosi Történet
- Tibbahnation - Part 2000
- Tibbahnation Compilation 3.
- Knyght Ry'DRS - Második Felvonás
- Artoscsaba - A Penge Élén
- Deego - Pro és Kontra
- Fila Rap Jam 1-3., Válogatás
- Animal Cannibals - Mindenki ep
- Dózis - Földalatti Karnevál
- Magyar Rap Válogatás 1-3., Válogatás
- Barbárfivérek - Nyers Hús, Mixtape
- Hősök - Klasszik
- Dillage - A Tribute To J Dilla, Válogatás
- Barbárfivérek - Disznóól
- Stílus Pakk, Válogatás
- Phat- A Skorpió Mérge
- Hősök- Érintés